# Brüsszel South Charleroi repülőtér
A Brüsszel South Charleroi repülőtér (IATA: CRL, ICAO: EBCI) (más néven Aéroport de Charleroi Bruxelles Sud) nemzetközi repülőtér a belgiumi Charleroiban, Brüsszeltől mintegy 45 kilométerre délre. Éves utasforgalma 8 272 000 fő (2022).

## Futópályák
A repülőtér futópályái:
- 06/24 (3200 m, 45 m, aszfalt)

## Forgalom
Az utasforgalom az elmúlt években az alábbi módon változott:
| Utasok száma | 210 727 | 773 431 | 1 804 287 | 2 166 915 | 3 937 187 | 5 901 007 | 6 439 957 | 7 698 767 | 8 224 196 | 8 272 000 |
|              | 1998    | 2001    | 2003      | 2006      | 2009      | 2011      | 2014      | 2017      | 2019      | 2022      |

## Fontos desztinációk
| Légitársaság     | Célállomások |
| ---------------- | --- |
| Air Algerie      | Algír |
| Air Belgium      | Fort-de-France, Pointe-à-Pitre |
| Air Corsica      | Szezonális: Ajaccio, Bastia, Calvi |
| Belavia          | Minszk |
| Lauda            | Bécs |
| Pegasus Airlines | Isztambul–Sabiha Gökçen |
| Ryanair          | Agadir, Alicante, Ancona, Athén, Banja Luka, Barcelona, Bari, Bergamo, Béziers, Biarritz, Bologna, Bordeaux, Bratislava, Brindisi, Bukarest, Budapest, Cagliari, Carcassonne, Comiso, Koppenhága, Dublin, Edinburgh, Faro, Fez, Fuerteventura, Kraków, Lamezia Terme, Lanzarote, Lisszabon, Madrid, Málaga, Manchester, Marrákes, Marseille, Nador, Nápoly, Nîmes, Oujda, Palermo, Palma de Mallorca, Perpignan, Pescara, Pisa, Porto, Prága, Podgorica, Rabat, Riga, Róma–Ciampino, Santander, Sevilla, Sofia, Tanger, Tel-Aviv, Tenerife–South, Thessaloniki, Toulouse, Treviso, Torinó, Valencia, Vilnius, Warsaw–Modlin, Wrocław, Zaragoza Szezonális: Alghero, Almería, Bergerac, Haniá, Korfu, Figari, Girona, Glasgow, Ibiza, La Rochelle, Perugia, Póla, Reus, Rodosz, Fiume, Rodez, Zára |
| TUI fly Belgium  | Algír, Alicante, Béjaïa, Casablanca, Kaszentína, Fez, Gran Canaria, Hurghada, Málaga, Murcia, Nador, Orán, Oujda, Ouarzazate, Rabat, Sarm es-Sejk, Tanger, Tenerife–South, Tlemcen, Toulon, Tunisz Szezonális: Al Hoceima, Antalya, Dzserba, Enfidha, Essaouira, Heraklion, Palma de Mallorca, Rodosz |
| Wizz Air         | Bukarest, Budapest, Chișinău, Kolozsvár, Craiova, Iași, Kutaisi, Ljubljana, Sibiu, Szkopje, Sofia, Temesvár, Bécs, Varsó–Chopin |